# K.V.C. Westerlo
Koninklijke Voetbal Club Westerlo belgijski je nogometni klub iz Westerloa. Trenutačno se natječe u Belgijskoj Pro League. Domaće utakmice igra na stadionu Het Kuipje.

## Klupski uspjesi
- Belgijska druga divizija/Belgijska prva divizija B
  - Prvak (2): 2013./14., 2021./22.
  - Doprvak (1): 1996./97.
- Belgijski nogometni kup:
  - Osvajač (1): 2000./01.
  - Finalist (1): 2010./11.
- Belgijski nogometni superkup
  - Finalist (1): 2001.

## Vanjske poveznice
- Službena web-stranica